# Diego Tristán
Diego Tristán Herrera (født 5. januar 1976 i La Algaba, Spanien) er en tidligere spansk fodboldspiller (angriber). Han er mest kendt for sit succesfulde ophold hos Deportivo La Coruña, og blev i 2002 topscorer i La Liga.

## Klubkarriere
Tristán startede sin seniorkarriere på andetholdet hos Sevilla-klubben Real Betis, hvor han også havde spillet som ungdomsspiller. Inden han nåede at få chancen på andalusernes førstehold skiftede han dog i stedet til RCD Mallorca, hvor han i sæsonen 1999-2000 scorede 18 mål for klubben i La Liga. Midt i 1990'erne blev han hentet op til førsteholdet, men var gennem hele sin tid i klubben reservemålmand, og nåede kun fire kampe i La Liga for klubben. De gode præstationer betød, at han i sommeren 2000 blev solgt til galiciske Deportivo La Coruña, der sæsonen forinden havde vundet det spanske mesterskab.
Tristán spillede de følgende seks sæsoner af sin karriere hos Deportivo, og tiden blev særdeles succesfuld for ham. I sæsonen 2001-2002 blev han topscorer i La Liga med 20 scoringer. Samme år vandt han med klubben den spanske pokalturnering Copa del Rey. I de følgende sæsoner dalede hans målgennemsnit en smule, men han var fortsat en fast del af holdet, der nåede semifinalerne i Champions League 2003-04-sæsonen. Han var blandt andet en af målscorerne i Deportivos 8-3 nederlag til franske AS Monaco, en kamp der fortsat er den højest scorende i Champions Leagues historie.
I 2006 forlod Tristán efter seks år Deportivo, og prøvede de følgende sæsoner lykken uden succes flere steder i Europa. En enkelt målløs sæson hos sin gamle klub Mallorca blev efterfulgt af et år med kun én scoring hos Livorno i Italien. I 2008 skiftede han til den engelske Premier League-klub West Ham United. Han scorede sit første mål for klubben 28. december samme år i en ligakamp mod Stoke City, og endte sæsonen på tre mål i 14 kampe. Han fik dog ikke forlænget sin kontrakt med London-klubben, og sluttede karrieren af med et ophold hos Cadiz CF i Segunda División.

## Landshold
Tristáns succes i Deportivo bragte ham i perioden 2001-2003 ind omkring det spanske landshold, som han nåede at spille 15 kampe og score fire mål for. Hans første kamp var en VM-kvalifikationskamp på hjemmebane mod Bosnien-Hercegovina, hvor han scorede det ene spanske mål i en 4-1-sejr.
Efter at være blevet topscorer i La Liga samme sæson, blev Tristán udtaget til VM i 2002 i Sydkorea og Japan. Han var på banen i to af spaniernes kampe i turneringen, uden at komme på scoringstavlen. Spanien blev slået ud af turneringen i kvartfinalen efter et nederlag til værterne fra Sydkorea.